# Jack Judge
Jack Judge (Oldbury, 3 dicembre 1872 – West Bromwich, 25 luglio 1938) è stato un compositore inglese.
Autore di canzoni e intrattenitore di commedie musicali, ben noto per aver scritto la canzone It's a Long, Long Way to Tipperary. Egli scrisse in originale la canzone e la cantò nel 1912, ma il più ampiamente noto tenore irlandese John McCormack ebbe un maggior riconoscimento grazie alla canzone.

## Biografia
Judge nacque nel Worcestershire, in Inghilterra, il 3 dicembre 1872. I suoi genitori erano irlandesi della Contea di Mayo.
In origine era un pescivendolo, e giunse al palcoscenico dopo aver vinto un concorso per talenti.
Quando la sua famosa canzone fu scritta, egli recitava al The Grand Theatre, di Stalybridge, nel Cheshire.
Da quanto si dice egli avrebbe scritto la canzone per una scommessa di 5 scellini il 30 gennaio 1912 e l'avrebbe cantata la sera successiva al The Grand Theatre. Comunque, molti, compresa la sua famiglia, contestano questa versione dei fatti e sostengono che essa fu scritta nella sua città natale di Oldbury.
I diritti d'autore su It's a Long Way to Tipperary furono acquistati da una casa editrice musicale di Londra, la Feldman, per 5 sterline. A Harry Williams (deceduto nel 1924), un vicino di casa di Judge, fu coattribuita la composizione. Successivamente, quando Jack Judge cadde in povertà, la società editrice gli attribuì una pensione mensile di una sterlina.

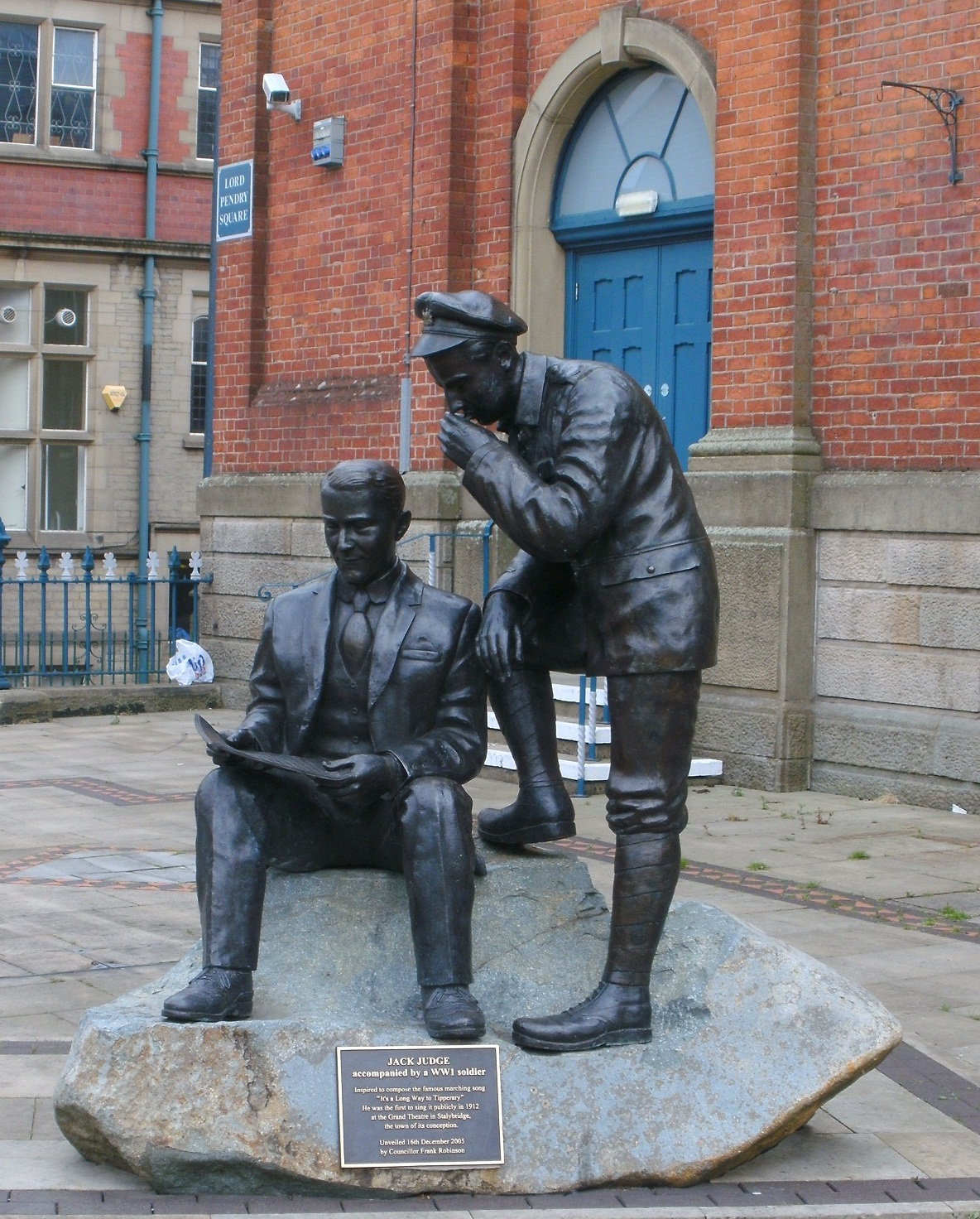
Statua commemorativa di Jack Judge, in bronzo, a Stalybridge

John McCormack registrò la canzone nel 1914, il che gli procurò fama mondiale. Judge aveva registrato The Place Where I Was Born nel 1915, all'età di 42 anni, quando era già una star. 
Scritta prima dello scoppio della prima guerra mondiale, questa è una delle sue più serie canzoni ed è un sensibile commento della compassione dei lavoratori per gli altri, durante i tempi duri. Nello stesso anno egli registrò Paddy Maloney's Aeroplane e Michael O'Leary, V.C., entrambe in tema di irlandesi che contribuiscono allo sforzo bellico.
Oltre a canzoni per il palcoscenico, egli scrisse un numero di canzoni sul football a sostegno della sua amata squadra West Bromwich Albion Football Club. Egli continuò a registrare per tutti gli anni venti.
Una statua in bronzo di Judge ora adorna Lord Pendry Square a Stalybridge. La nuova biblioteca pubblica della sua città natale (Oldbury), porta il suo nome.